# Doença genética
Uma doença genética é um problema genético causado por uma ou mais anormalidades formadas no genoma. A maioria dos distúrbios genéticos é bastante rara e afeta uma pessoa em milhares ou milhões. A mais antiga condição genética conhecida em um hominídeo foi na espécie fóssil Paranthropus robustus, com mais de um terço dos indivíduos exibindo Amelogênese imperfeita.                                                                                                                                                                                                                                    As doenças genéticas podem ser hereditárias, o que significa que elas são transmitidas pelos genes dos pais. No entanto, em alguns distúrbios genéticos, os defeitos podem ser causados por novas mutações, fenótipo alterado ou alterações no DNA. Pode ocorrer uma mudança que traga mudanças no número ou posição de um ou mais genes; essa mudança na estrutura de determinados cromossomos também é chamada de mutação cromossômica ou rearranjo cromossômico.Tais mudanças resultam no caráter fenotípico dos indivíduos. Os distúrbios genéticos podem ser monogênicos (quando apenas um gene é modificado), multifatoriais (quando mais de um gene é afetado, ocorrendo interferências dos fatores ambientais) ou cromossômicos (quando ocorre modificações na estrutura e no número de cromossomos) . Em outras doenças genéticas, os defeitos podem ser causados por novas mutações ou alterações no DNA. Em tais casos, o defeito só será transmitido se ocorrer na linha germinativa. Alguns tipos de doenças genéticas recessivas conferem uma vantagem em certos ambientes quando apenas uma cópia do gene está presente.

## Diagnóstico
Devido à grande variedade de doenças genéticas conhecidas, o diagnóstico é amplamente variado. A maioria dos distúrbios genéticos é diagnosticada no nascimento ou durante a primeira infância (exemplo: Síndrome de Patau, Progeria e Albinismo) mas alguns, como a doença de Huntington, podem escapar da detecção até que o paciente esteja na idade adulta.
Os aspectos básicos de uma desordem genética repousam na herança de material genético. Com um histórico familiar aprofundado, é possível prever possíveis distúrbios em crianças, que direcionam os profissionais médicos a testes específicos, dependendo do distúrbio, e permitem que os pais se preparem para possíveis mudanças no estilo de vida, antecipem a possibilidade de natimortos ou contemple o término. O diagnóstico pré-natal pode detectar a presença de anormalidades características no desenvolvimento fetal por meio do ultrassom ou detectar a presença de substâncias características por procedimentos invasivos que envolvem a inserção de sondas ou agulhas no útero, como na amniocentese. 

## Doenças Multifatoriais
Doenças genéticas também podem ser complexas, multifatoriais, ou poligênicas, significando que são associadas a vários genes mais condições ambientais. Esse tipo de doença inclue diabetes e problemas cardíacos. Mesmo que as doenças mais complexas desse tipo sejam limitadas a famílias específicas, a identificação do padrão para essas doenças é difícultado pela chance ambiental de um dos indivíduos não apresentar sintômas da doença. Assim, é mais complicado de determinar as chances reais de herdar essas doenças. Essa complexidade dos genes também causa uma maior dificuldade no tratamento, já que não é detectado com exatidão o trecho de código genético que os causa. A melhor chance de chegar a fonte dessas doenças são os estudos de determinação de genótipo-fenótipo. Um dos métodos começa identificando a variancia genética entre os pacientes e depois associando com os sintômas clinicos, sem verificar necessariamente parentescos. 
Basicamente, doenças poligênicas de fato são associadas às famílias, mas não seguem os padrões simples de genética mendeliana.
-Asma
-Doenças autoimunes
-Cancer
-Cíliopatias
-Fenda labial e palatina
-Diabetes
-hipertensão
-Doença inflamatória intestinal
-Doenças mentais
-Obesidade
-Ametropia
-Infertilidade